# The Evolution
The Evolution – album Ciary z 2006 roku. W nagraniach młodą wokalistkę swym talentem wsparli tacy artyści jak Chamillionaire, Pharrell i 50 Cent. Ten ostatni rapuje w piosence "Can’t Leave 'Em Alone". Singlem zwiastującym longplay jest "Promise", do którego nakręcono teledysk. Ogółem na płycie znalazło się 18 kompozycji.

## Lista ścieżek
| #   | Tytuł                                                                                             | Kompozytorzy                                                                                       | Producent                   | Czas |
| --- | ------------------------------------------------------------------------------------------------- | -------------------------------------------------------------------------------------------------- | --------------------------- | ---- |
| 1.  | "That’s Right" 1 (featuring Lil Jon)                                                              | Ciara Harris, Jonathan Smith, LaMarquis Jefferson, Candice Nelson, Balewa Muhammad, Jasper Cameron | Lil Jon                     | 4:16 |
| 2.  | "Like a Boy"                                                                                      | Harris, Nelson, Muhammad, J. Que, Ezekiel Lewis, Calvin Kenon                                      | Calvo Da Gr8 and The Clutch | 3:57 |
| 3.  | "The Evolution of Music" (Interlude)                                                              | |                             | 0:10 |
| 4.  | "Promise"                                                                                         | Harris, Cameron, Jamal Jones, Elvis Williams                                                       | Polow da Don                | 4:27 |
| 5.  | "I Proceed"                                                                                       | Harris, Pharrell Williams                                                                          | The Neptunes                | 4:13 |
| 6.  | "Can’t Leave’Em Alone" (featuring 50 Cent)                                                        | Harris, LaShawn Daniels, Rodney Jerkins, Curtis Jackson                                            | Darkchild                   | 4:04 |
| 7.  | "C.R.U.S.H." 2                                                                                    | Harris, Smith, Craig Love, Jefferson, James Phillips, Adonis Shropshire, Larry Linn                | Lil Jon                     | 4:17 |
| 8.  | "My Love"                                                                                         | Harris, Nelson, Brian Kennedy, Antwoine Collins, Muhammad                                          | Kennedy, Harris, Collins    | 4:00 |
| 9.  | "The Evolution of Dance" (Interlude)                                                              | |                             | 0:15 |
| 10. | "Make It Last Forever" 3                                                                          | Harris, Daniels, Jerkins, James Brown, Robert Ginyard                                              | Darkchild                   | 3:33 |
| 11. | "Bang It Up"                                                                                      | Harris, Sean Garrett, Jones                                                                        | Polow Da Don                | 3:04 |
| 12. | "Get Up" (featuring Chamillionaire)                                                               | Harris, Phalon Alexander, Hakeem Seriki                                                            | Jazze Pha                   | 4:21 |
| 13. | "The Evolution of Fashion" (Interlude)                                                            | |                             | 0:15 |
| 14. | "Get In, Fit In"                                                                                  | Harris, Will Adams                                                                                 | Will.i.am                   | 4:13 |
| 15. | "The Evolution of C" (Interlude)                                                                  | |                             | 0:19 |
| 16. | "So Hard"                                                                                         | Harris, Nelson, Muhammad, Bryan Michael Cox, Kendrick Dean, T.Clark                                | Cox, Dean                   | 4:49 |
| 17. | "I’m Just Me"                                                                                     | Harris, Williams                                                                                   | The Neptunes                | 4:32 |
| 18. | "I Found Myself"                                                                                  | Harris, Dallas Austin                                                                              | Austin                      | 4:32 |
| 19. | "Love You Better" (U.S., Canada and Japan iTunes bonus track only)                                | Harris, Michael Crooms, Cameron, W.Jones                                                           | Mr. Collipark               | 4:29 |
| 20. | "Addicted" (European and Brazilian bonus track)                                                   | Harris, Nelson, Demetrius Spencer                                                                  | French                      | 3:08 |
| 21. | "Promise" [Go and Get Your Tickets Mix] (featuring R. Kelly) (European and Brazilian bonus track) | Harris, Cameron, Jones, Williams, Kelly                                                            | Polow da Don                | 4:59 |
| 22. | "Do It" 4 (featuring Will.i.am) (European iTunes bonus track only)                                | Harris, Adams, Raymond Davies, Herby Azor                                                          | Will.i.am                   | 3:50 |